# Manderley
Manderley és una pel·lícula espanyola de tragicomèdia del 1981 escrita i dirigida per Jesús Nicolás F. Garay i protagonitzada pel performer José Pérez Ocaña. La pel·lícula pren el seu nom de la mansió, on vivien els protagonistes de Rebeca d'Alfred Hitchcock.

## Sinopsi
Història de joves tres homosexuals (Olmo, Paula i l'actor) amb diverses crisis personals, que marxen de la ciutat i decideixen passar l'estiu plegats a una casa dels pares d'un d'ells a Cantàbria. Allí Paula comunica als seus amics la seva intenció d'operar-se per canviar de sexe. Tots esperen que amb el canvi d'ambient tot sigui diferent, però amb l'arribada de la pluja torna la frustració, i al final de l'estiu tots tornen a la vida urbana sense haver dut a terme cap dels projectes que s'havien proposat.

## Repartiment
- José Pérez Ocaña - Olmo
- Enrique Rada - Paula
- Joan Ferrer - l'actor
- Pío Muriedas

## Producció
Fou rodada al Palau de la Magdalena de Santander i a Cabezón de la Sal l'estiu de 1980. La història li fou inspirada al director per tres amics seus. Pel fet que la pel·lícula tracta obertament sobre l'homosexualitat i mostra actituds considerades llavors impactants fou classificada S i la seva projecció confinada a les sales X, tot i que no tenia res a veure amb la pornografia. El nom de la pel·lícula, un homenatge a Hitchcock, és una referència al país de Mai Més de Peter Pan on es protagonistes poden transgredir les fronteres del sexe i poder ser ells mateixos.